# Pleszew
Pleszew este un oraș în Polonia.

## Orașe Înfrățite
- Morlanwelz